# Полинезийцы

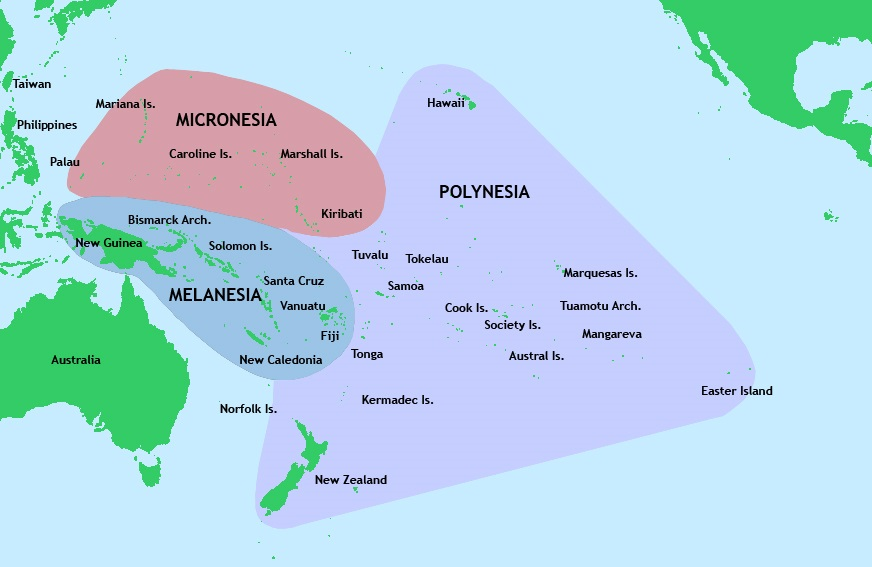
Карта Полинезии

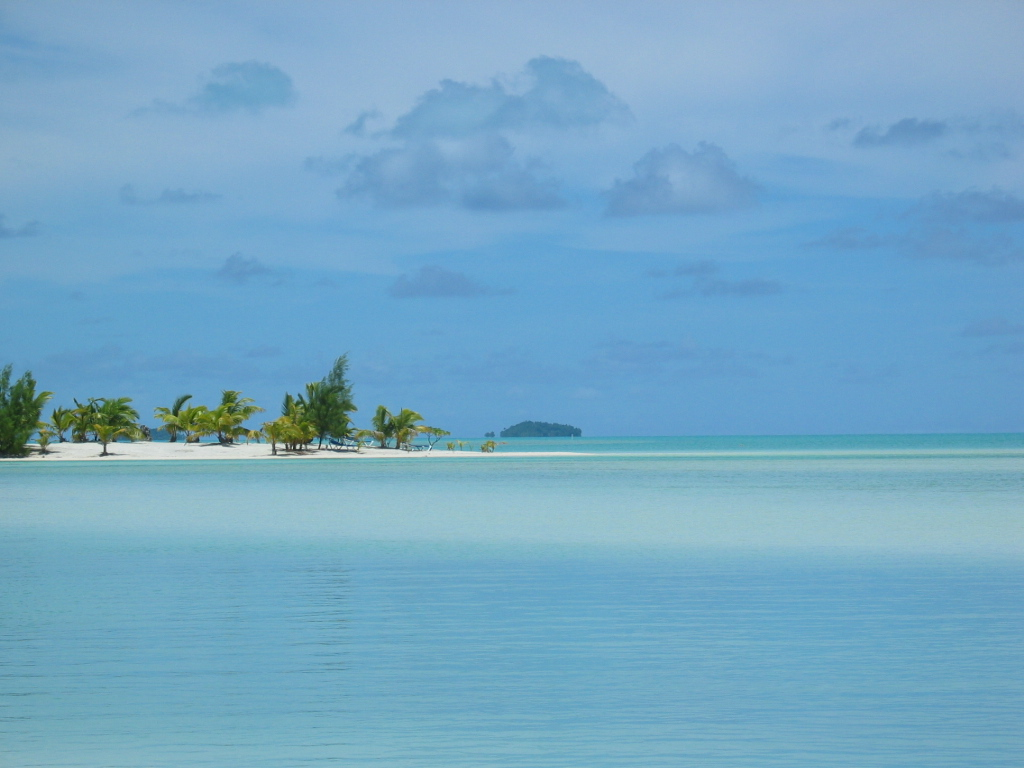
Лагуна атолла Аитутаки

Полинезийцы — группа родственных народов, населяющих острова Полинезии в Тихом океане. Их языки относятся к полинезийской группе австронезийской языковой семьи. Расовый тип — смешанный, во внешности полинезийцев просматриваются черты европеоидной, монголоидной и австралоидной рас, соотношение которых варьирует в различных частях Полинезии.

## Отдельные народы
- Гавайцы
- Мангареванцы
- Маори
  - Мориори
- Маркизцы
- Ниуэанцы
- Паумоту (туамоту)
- Рапануйцы
- Самоанцы
- Таитяне
- Токелау
- Тонганцы
- Тубуайцы
- Тувалу
- Увеа (народ)
- Футунанцы

## Ареал расселения

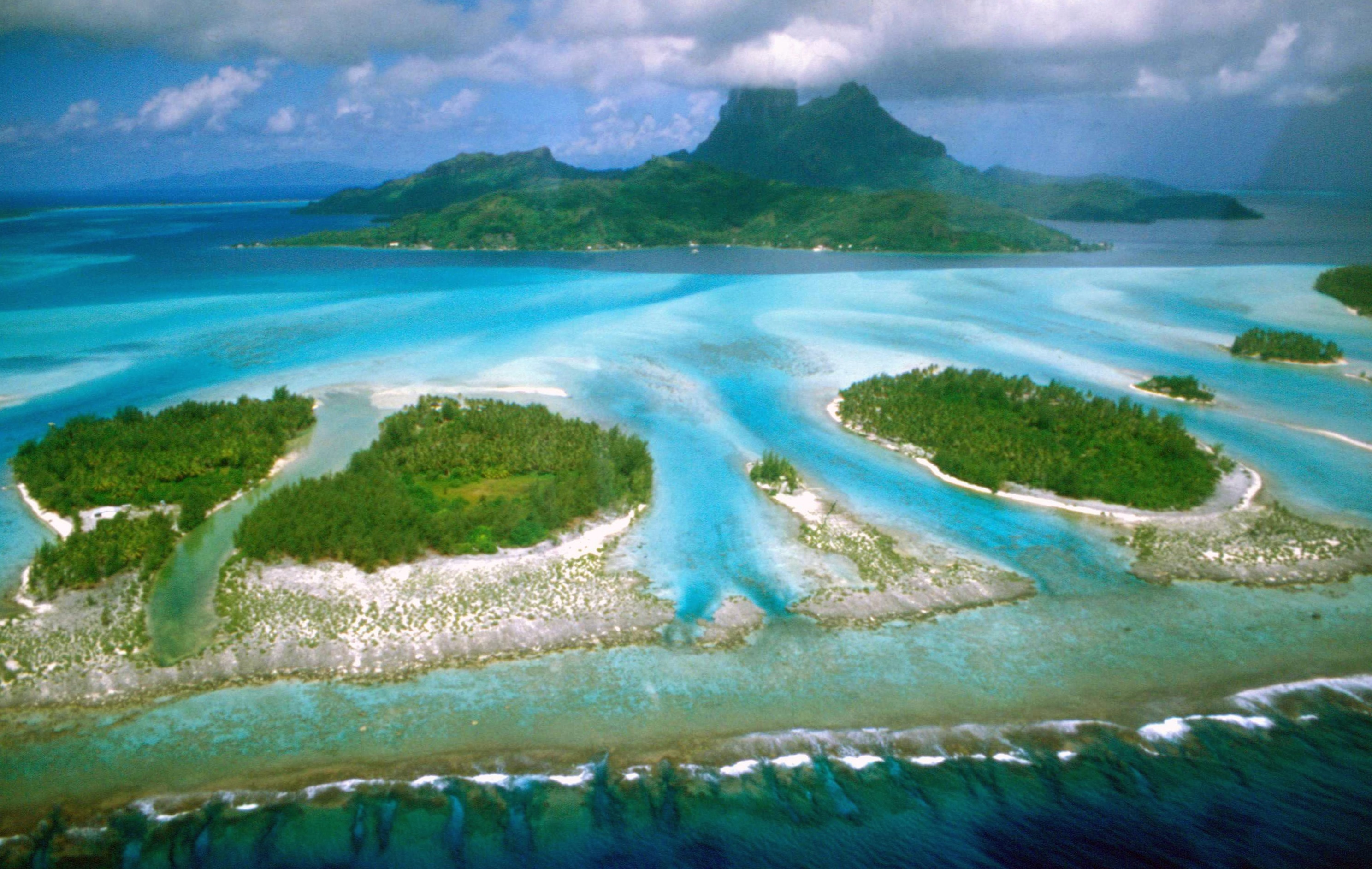
Остров Бора-Бора во Французской Полинезии

Полинезия (от греч. слов πολύς — «много» и νῆσος — «остров») — часть Океании, наряду с Микронезией и Меланезией. Эти части делятся по этническому признаку, население каждой из них составляет языковую группу родственных языков, и все вместе они входят в австронезийскую семью.
Местоположение Полинезии — большой треугольник (так называемый полинезийский треугольник) в Тихом океане между Гавайскими островами на севере, Новой Зеландией на юге и островом Пасхи на востоке.
Сюда входят островные группы: Гавайские, Самоа, Тонга, Общества, Маркизские, Туамоту, Тубуаи, Тувалу (бывш. Эллис), Кука, Лайн, Феникс, а также одиночные остров Пасхи (Рапануи), острова Питкэрн, остров Ниуэ и др. Особое место занимает Новая Зеландия, состоящая из двух крупных островов (Северный и Южный) и ряда мелких.
Другие относительно крупные острова — Гавайи, Оаху, Мауи, Кауаи (Гавайские), Савайи, Уполу, Тутуила (Самоа), Тонгатапу (Тонга), Таити (Общества), Фату-Хива, Нуку-Хива и Хива-Оа (Маркизские). Это, как правило, вулканические острова, но большая часть островов — коралловые.

## Природные условия
Полинезия расположена в субэкваториальном, тропическом, субтропическом и меньшей мерой в умеренном поясах. Температура круглый год держится на одном уровне, от +24 до +29 градусов Цельсия. Осадков много — до 2000 мм в год. Нередки штормы, тайфуны.
Животный и растительный мир Полинезии сильно отличается от континентального и характерен своей эндемичностью. Разнообразны вечнозеленые растения: араукарии, рододендроны, кротоны, акации, фикусы, бамбук, панданус, хлебное дерево. Сухопутный животный мир беден, на островах совсем нет хищников и ядовитых змей. Зато очень богаты прибрежные воды.
Юг Французской Полинезии (острова Тубуаи) и Питкерн расположены в зоне влажных субтропиков. Может быть немного холодно, температура опускается порой до 18 °С. А Новая Зеландия находится в умеренном климатическом поясе и частично в субтропическом, здесь холоднее, климат её ближе к английскому.

## Языки и народы
Чаще всего название народа и языка сходны и являются производными от названия группы островов. Наиболее крупные народы Полинезии: гавайцы, самоанцы, таитяне, тонганцы, маори (новозеландцы), маркизцы, рапануйцы, туамотуанцы, тувалуанцы, токелауанцы, Ниуэанцы, пукапуканцы, тонгареванцы, мангареванцы, манихикийцы, тикопианцы, увеанцы, футунанцы и др. Языки: соответственно гавайский, самоанский, таитянский, тонганский (к нему очень близок язык ниуэ), маорийский (имеет диалекты раротонга и аитутаки на о-вах Кука), маркизский (хиванский), пасхальский (рапануйский), токелауский, тувалуский, туамотуанский и тубуайский (очень близки таитянскому), мангареванский и др.
Характерные черты полинезийских языков — бедный фонологический инвентарь, типичны открытые слоги.

## Этногенези история

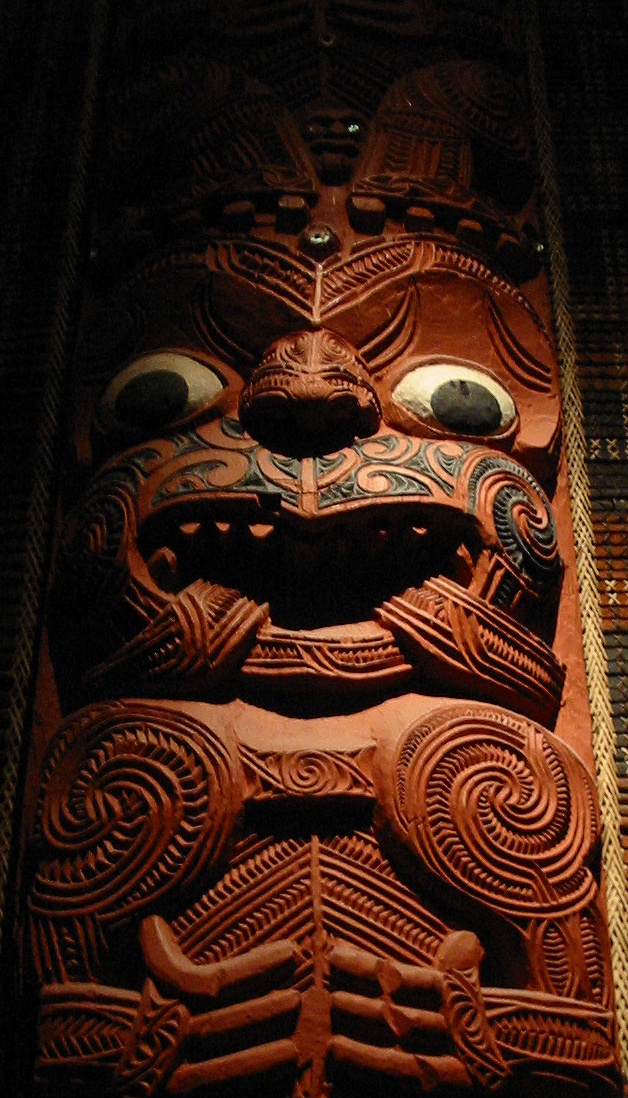
Резьба маори из Новой Зеландии

### Данные генетики
Многие полинезийцы имеют Y-хромосомную гаплогруппу С, которая также встречается у населения Восточной Индонезии и Новой Гвинеи

### Прародина

Полинезийские миграции в Тихом океане

Народы Полинезии, Микронезии, Меланезии, Индонезии, Филиппин, Мадагаскара и часть народов Индокитая относят к одной языковой семье.
Сами полинезийцы называют свою легендарную прародину — Гаваики, с этим словом возможно связаны такие названия, как Гавайи, Савайи, Хива, Ява. В 1846 г. Горацио Хейл предположил, что протополинезийцы жили в районе Молуккских островов. В настоящее время установлено, что прародиной австронезийских языков, на которых говорят полинезийцы, является о. Тайвань (см. тайваньские языки).
Тур Хейердал доказывал возможность заселения Полинезии и из Южной Америки.

### Расселение
В Новой Каледонии археологи нашли «лапитоидную керамику», такая же встречается по всей Меланезии и Западной Полинезии. В Восточной Полинезии она найдена на Маркизах. В Микронезии подобных доказательств не найдено. Керамика датируется 2-м тысячелетием до н. э. Заселение полинезийцами многочисленных островов Полинезии началось, вероятно, с середины 1-го тыс. до н. э. и растянулось почти на 2 тысячелетия.
- III век — полинезийцы заселили Гавайи.
- VI век — полинезийцы заселили Тонга[2].
- VII век — заселение острова Пасхи.
- IX век — заселение островов Кука[3].
- конец XIII века — заселение Новой Зеландии[4].
- XIV век — заселение Тувалу[5].

Самая южная точка, которая была достигнута полинезийскими мореходами, — субантарктический архипелаг Окленд (50°42′ ю. ш. 166°05′ в. д.), расположенный в 300 милях южнее Новой Зеландии (в XIII—XIV вв).

### Мореплавание
Полинезийские мореплаватели были одними из величайших навигаторов древности и успешно осваивали новые острова. Большое количество артефактов и материальных свидетельств, касающихся мореходного искусства полинезийцев, содержащихся в Музее им. Бернис Бишоп в Гонолулу, проливают свет на повседневные аспекты морского быта древних полинезийцев. Типичная переселенческая экспедиция состояла из нескольких соединённых вместе двойных каноэ или катамаранов. Катамаран переселенцев состоял как правило из полусотни или более людей на борту с запасом пищи и воды. Имея немного инструментов для приборной навигации, полинезийцы эффективно использовали естественные альтернативы. Наблюдая за миграциями прибрежных птиц, они направлялись в сторону полёта птичьих стай, которые безошибочно достигали суши, что подтверждается результатами современных орнитологических исследований, согласно которым маршруты птичьих миграций и полинезийского расселения в Тихоокеанском регионе совпадают. Навигация по ветру позволяла достаточно точно корректировать курс движения относительно севера и юга. Для навигации в дневное время суток, полинезийцы освоили солнечный азимут. В ночное время суток они эффективно использовали навигацию по звёздам, что отразилось в полинезийской мифологии и фольклоре, до нашего времени дошла древняя песня народа Маори, в которой маорийский мореход, отправившийся на Раротонгу, ориентировался по Ригелю. Со времён маорийской миграции с Таити в Новую Зеландию в 1350 году сохранился даже перечень навигационных звёзд под местными названиями (совершенно достоверно, что полинезийцы знали Альдебаран, Бетельгейзе, Орион, Полярную звезду и Сириус). Среди навигационных инструментов можно отметить «Священный Калабаш», который представлял собой кеглеподобную ёмкость естественного происхождения. По свидетельству короля Калакауа, «Священный Калабаш» наполнялся водой и использовался для определения географической широты путём наблюдения за поляриссимой во время долгих морских переходов с Самоа и Таити на Гавайи.

### Контакты с европейцами

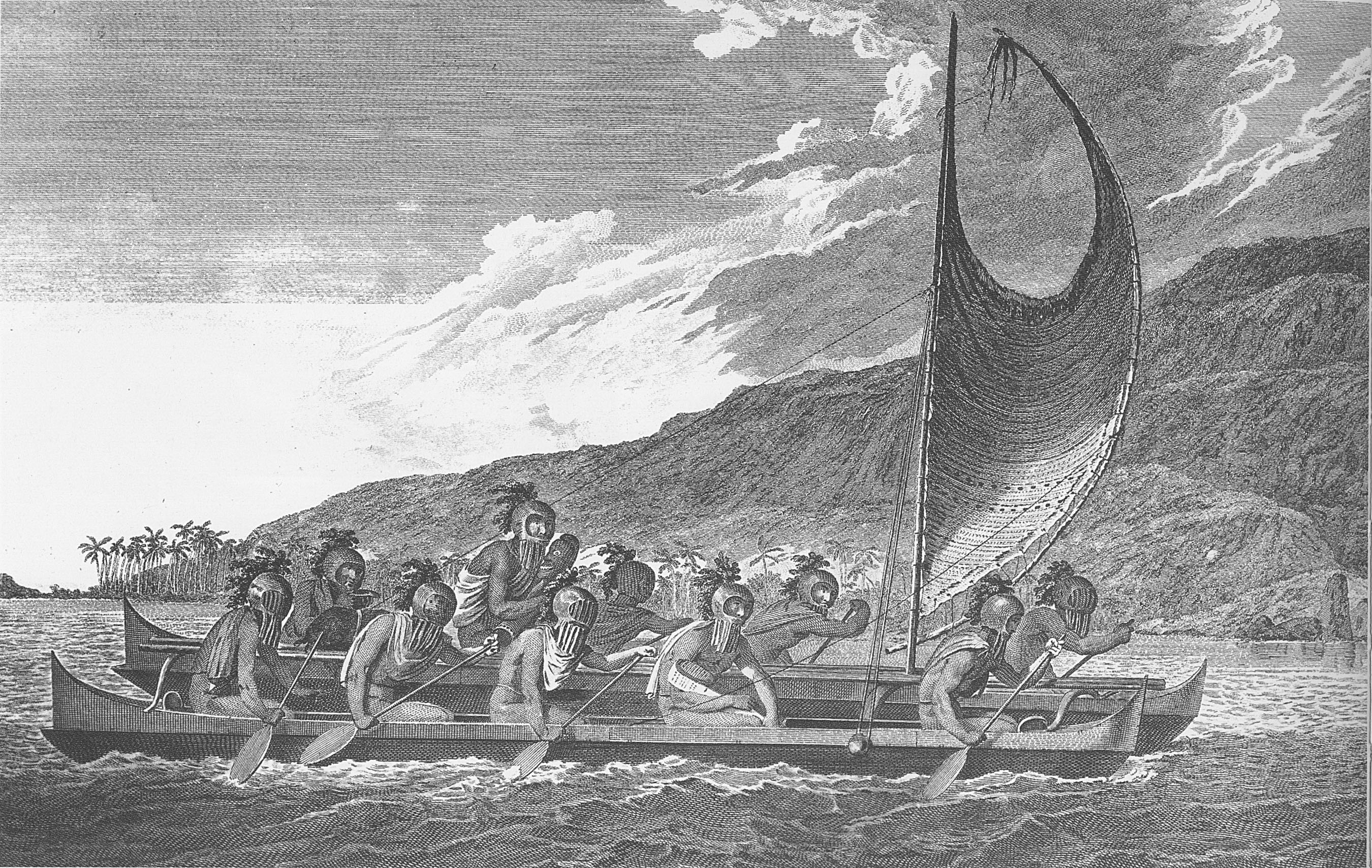
Гавайские жрецы в каноэ. Художник Джон Веббер, корабельный художник капитана Джеймса Кука

Считается, что первым европейцем, увидевшим Полинезию, был Фернан Магеллан. Он в 1521 году достиг одного из островов в группе Туамоту и назвал его Сан-Пабло. Тонга обнаружен европейцами в 1616 году (Якобом Лемером и Виллемом Схаутеном), и в 1643 — Абелом Тасманом. Альваро Менданья «открыл» Маркизские острова в 1595. Якоб Роггевен нанёс на карты некоторые острова Самоа в 1722 году. Абел Тасман «открыл» Новую Зеландию в 1642 году, Джеймс Кук — острова Кука и остров Ниуэ, в 1767 году произошло европейское открытие Таити капитаном Семюэлем Уоллесом. В изучение Полинезии внесли важный вклад французские и русские мореплаватели, Луи Антуан де Бугенвиль, Жан Франсуа Лаперуз, Иван Крузенштерн, Юрий Лисянский, Отто Коцебу, Михаил Лазарев.
Первый контакт гавайцев с европейцами состоялся в 1778 году, с экспедицией Джеймса Кука. Туземцы приняли его за своего бога Лоно, который, согласно легенде, должен был вернуться на плавучем острове. Но при повторном визите, в 1779 году, он был убит островитянами, когда пытался силой вернуть украденный вельбот. Этот случай, однако, не повлиял на мирное отношение к другим мореплавателям.
В XIX веке здесь велась борьба между европейскими державами за обладание колониями. Западное Самоа принадлежало Германии, остальные территории были поделены между Великобританией и Францией. Крупнейшие владения — Французская Полинезия, которая до сих пор остается владением Франции, и Новая Зеландия, захваченная англичанами в 1840, а теперь являющаяся независимым государством в составе Содружества наций (в 1907 получила статус доминиона). В конце XIX века часть островов попали под протекторат США. В 1959 году США аннексировали Гавайские острова и объявили их своим штатом. Во второй половине XX века некоторые острова и архипелаги добились независимости.

## Социальные отношения

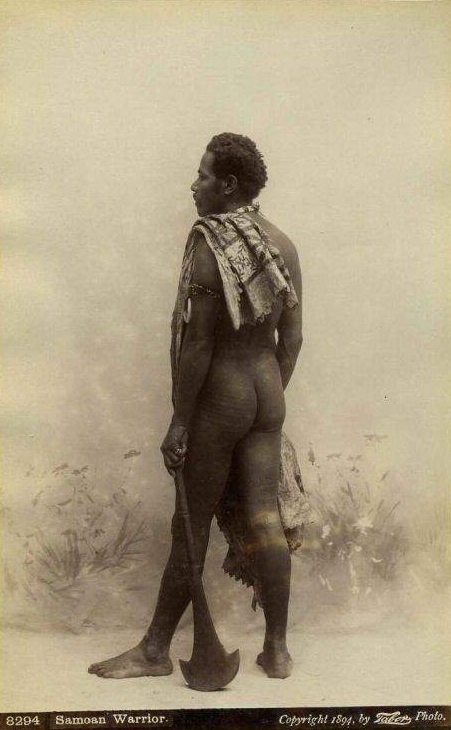
Самоанский воин, 1894 г.

Во всей Полинезии было два класса — знать и простолюдины, но на Таити, Тонга и Гавайях был ещё средний класс. Были и рабы, обычно военнопленные, правда, только в Новой Зеландии, на некоторых островах Кука и на Мангареве. Власть вождя была наследственной на всех островах, на Самоа — выборной. Разница между знатью и простолюдинами была довольно велика. Наименьшими привилегиями знать обладала на Маркизских островах, наибольшими — на Таити и Гавайских островах. Аристократы Полинезии заучивали на память и помнили по 20-30 поколений своих предков. К генеалогиям относились очень трепетно. Правящий класс назывался на местных языках «арики», «арии», «алии», средний класс — «рангатира», «раатира».
Войны среди туземцев были, но полинезийцы никогда не стремились захватить чужую территорию, — им было достаточно обратить врага в бегство.
Молодёжь в Полинезии пользовалась добрачной свободой интимных отношений. После вступления в брак эта свобода ограничивалась. При заключении браков существовало много правил и запретов. У знати встречалась и полигиния. Верность в Полинезии ценилась, как и в Европе, но неверность не осуждалась так сильно. Существовали лишь определенные допустимые нормы. Европейцы в прошлом склонны были видеть в поведении туземцев аморальность и распущенность, что отмечали в XVIII веке многие книги по географии и заметки путешественников. Как пишет Б. Даниэльссон, судить о полинезийцах по европейским меркам нелепо, так же как осуждать европейцев за несоблюдение их табу. К примеру привычка ходить нагишом была следствием тёплого климата, а не моральной распущенностью.
Дети пользовались большей свободой, чем у европейцев, поскольку в Полинезии не было ни транспорта, ни других опасностей, ни дорогой одежды, которую надо беречь, многие запреты отпадали[какие?].
В Полинезии существовало разделение труда. Мужчины сажали, сеяли, охотились, разводили огонь, стряпали, строили дома и лодки, делали орудия труда, резали скот. Женщины ухаживали за посевами, собирали кокосы, яйца, моллюсков, топливо, готовили пищу, делали тапу, плели корзины и циновки, ухаживали за домашними животными.

## Быт и хозяйство

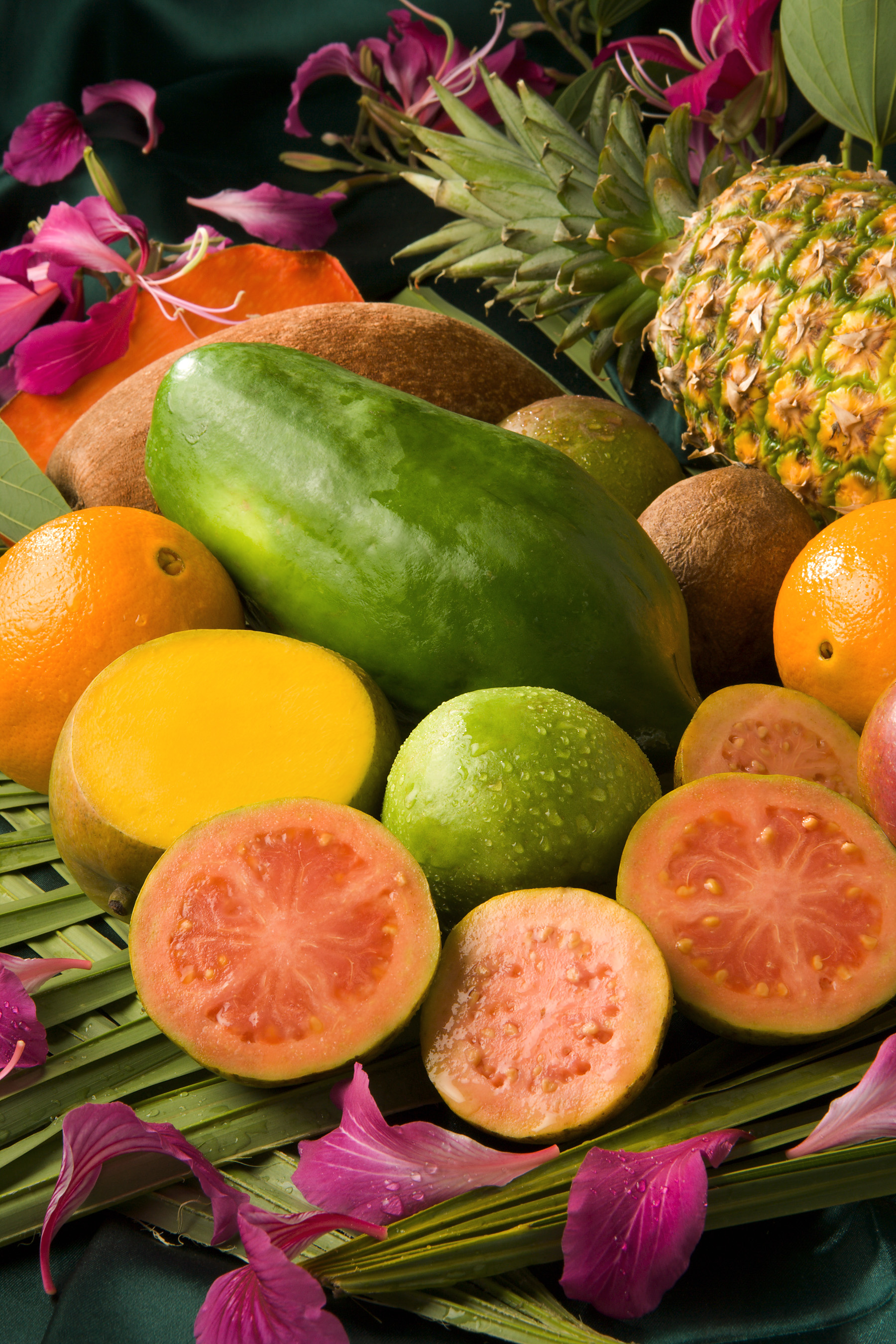

Основное занятие — ручное тропическое земледелие, иногда с искусственным орошением. Культуры: таро, ямс, батат, сахарный тростник, кокосовая пальма, хлебное дерево, банан. Островитяне занимались также скотоводством и рыболовством.
Из домашних животных они знали только свинью, собаку и курицу, повсюду, кроме Новой Зеландии и Мангаиа (острова Кука), где не было свиней, Маркизских островов, где не было собак, и Рапаити, где животных не было совсем.
На некоторых островах в прошлом имело место людоедство, обусловленное верой в то, что съеденные печень, мозги или вообще мясо врага передадут его силу. Однако, в слухах, ходивших по Европе, масштабы каннибализма были сильно преувеличены. Каннибализм, имевший ритуальный характер, случаи которого были редки и были связаны, как правило, с религиозными отправлениями, преподносился как заурядное явление, неотъемлемый атрибут каждодневного быта аборигенов. Обвинение аборигенов в тотальном людоедстве облегчало задачу колонизации их земель и было одним из моральных оправданий их уничтожения. Наиболее ужасными людоедами слыли аборигены Новой Гвинеи (папуасы) и Новой Зеландии. Позже, после возникновения теории полигенизма, каннибализм рассматривался сторонниками этой теории как одно из свидетельств более низкого уровня биологического развития аборигенов. Миклухо-Маклай ясно показал несостоятельность подобных рассуждений.

## Культура

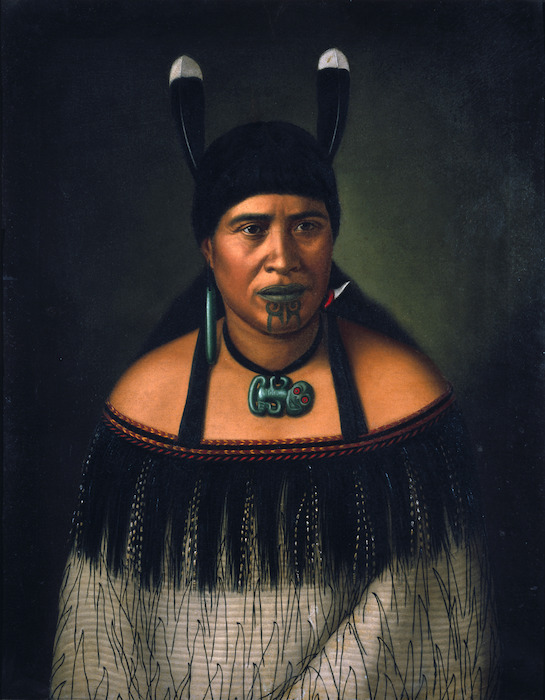
Женщина народа маори с татуировкой, 1890 г.

Дом полинезийцев (фаре, харе, фале, хале на разных языках) — прямоугольное, иногда закругленное, с двускатной крышей, из жердей, травы и листьев. Иногда строился каменный фундамент или земляное возвышение. Помимо домов строились культовые сооружения, святилища, священные площади (хеиау на Гавайях, аху на острове Пасхи, мараэ — на остальных островах).
Необходимыми были сараи для лодок (фарау, варау, хорау, фалау, халау, на разных языках). Из ремесел наиболее важным было строительство лодок. Лодки могли иметь большие размеры, иногда на борту строилось крытое помещение, иногда даже святилища. Крупные лодки могли брать до ста человек в дальние походы. Основной тип лодки — катамаран, или двухкорпусная пирога, или однокорпусная с балансиром. Такое судно обладает большой устойчивостью и маневренностью. Европейцы признавали, что суда полинезийцев иногда превосходят европейские. Скульпторы, резчики и татуировщики пользовались большим уважением. Татуировка маори отличается от общеполинезийской, так как её наносили не постукивая по коже иглами, а прорезая в ней орнаменты небольшими зубилами. В изобразительном искусстве главное место принадлежит резьбе по дереву и скульптуре. У маори резьба достигла высокого уровня, они богато украшали лодки, строения, вырезали статуи богов и предков. Основной мотив орнамента — спираль. Каменные статуи моаи создавали на острове Пасхи, на Маркизских островах и в других местах.
Джеймс Кук во время одного из посещений Таити стал свидетелем подготовки к войне между жителями соседних островов. Военно-морской флот таитянского короля мог считаться большим даже по европейским меркам. Сам Кук пишет, что насчитал в общей сложности более 300 кораблей:

Флот состоял из 160 военных судов и 150 судов, предназначенных для
подвоза съестных припасов. Военные суда имели от 40 до 50 футов в
длину. Над носовою их частью расположены платформы, где стояли воины в
полном вооружении. Гребцы сидели внизу между столбами, поддерживающими
платформы, по одному человеку на каждый столб. Таким образом, эти
платформы были приспособлены только для боя. Суда для подвоза съестных
припасов гораздо меньше и лишены платформ. На больших судах сидело по
сорок человек, а на малых — по восемь. Я высчитал, что всего в
таитянском флоте занято 7700 человек, но многие офицеры сочли эту
цифру преуменьшенной.
  Все суда были украшены разноцветными флагами и представляли
величественное зрелище, какого мы не ожидали увидеть в этих морях.
Впереди шел адмиральский корабль, состоящий из двух больших военных
судов, соединенных вместе. На нём ехал командующий флотом адмирал
Товга, пожилой человек с красивым, мужественным лицом.

Из орудий труда в Полинезии были известны каменные топоры, костяные орудия, лопаты из раковин, крючки рыболовные из кости или раковин, палки-копалки. Из оружия — копья, палицы, пращи. Типичным оружием является весло-палица. У маори палица (мэрэ) представляла собой камень на веревке. Полинезийцы не знали колеса и не имели тягловых животных, грузы носили в руках или перевозили на лодках.

### Кухня
Пищу полинезийцы готовили в земляных печах (иму), на раскаленных камнях, заворачивая плоды или мясо в банановые листья (хоно-хоно). Кухня с такой печью располагалась вне жилого помещения. Пища островитян — в основном растительная и рыбная. Так, маори в основном питались корневищами папоротников. Мясо ели по праздникам, либо это была пища знати. В пищу шли также собаки и крысы, единственное млекопитающее на островах, сохранившееся до прихода европейцев. На Таити ели свиней.

### Одежда
Одежда островитян — набедренная повязка или юбка из тапы, юбка из пандануса, или передник. Различий мужской и женской одежды практически не было, но тип одежды определял социальный статус — вожди носили плащи и шлемы из птичьих перьев, цветов, раковин. Ожерелья или венки из цветов носили и простолюдины. Распространена татуировка, её характер также определял статус человека.
Одежду не стирали, а выбрасывали, так как тапа в воде быстро размокала. Тапа — материал из спрессованного луба деревьев семейства тутовых (шелковица, хлебное дерево, фикус). Кору отмачивали, выколачивали деревянными или каменными колотушками. Использовались также ткани, привозимые европейцами. В настоящее время в ходу европейская одежда.

## Духовная культура и искусство

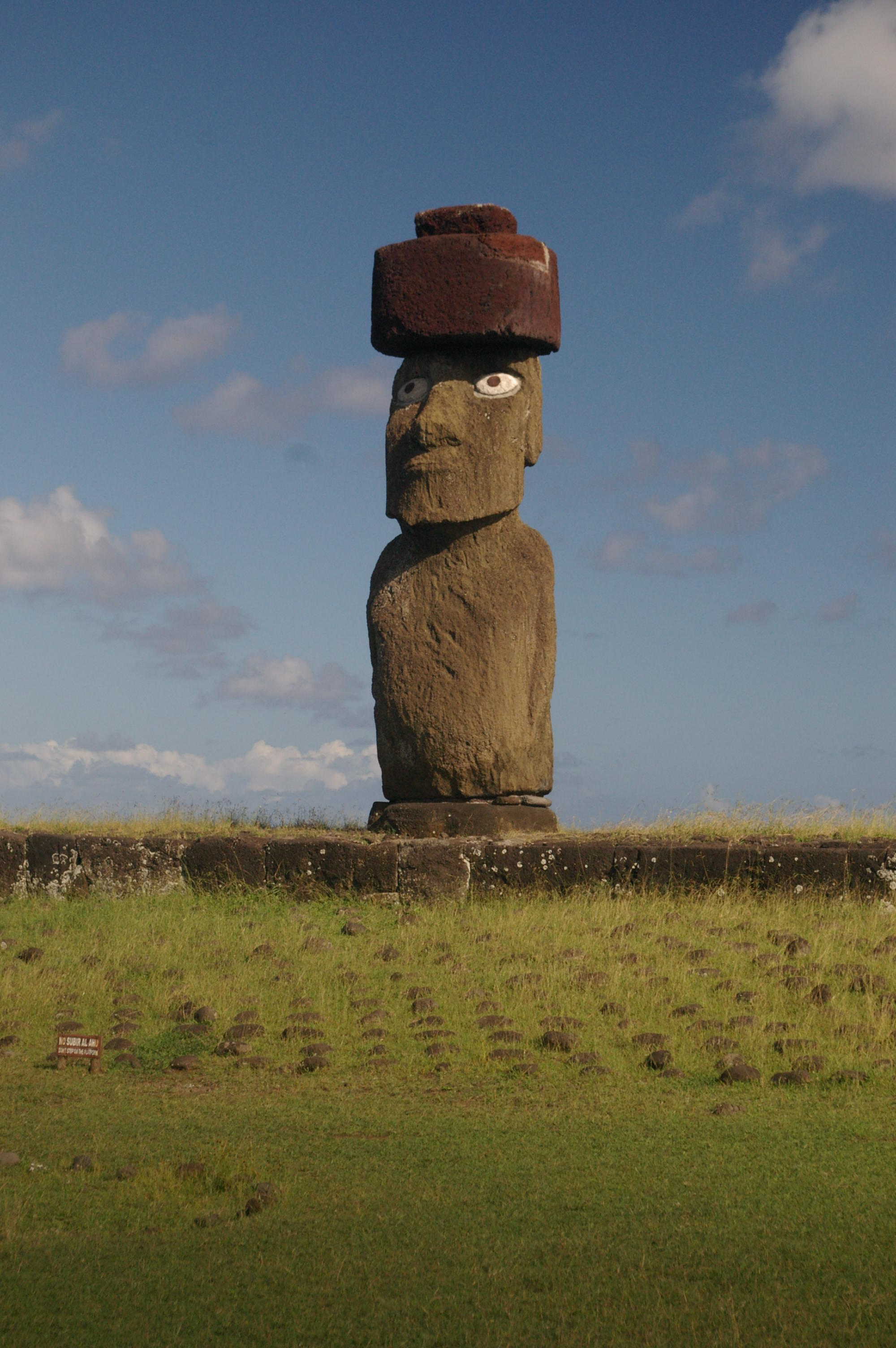
Moaи, Остров Пасхи (Рапануи)

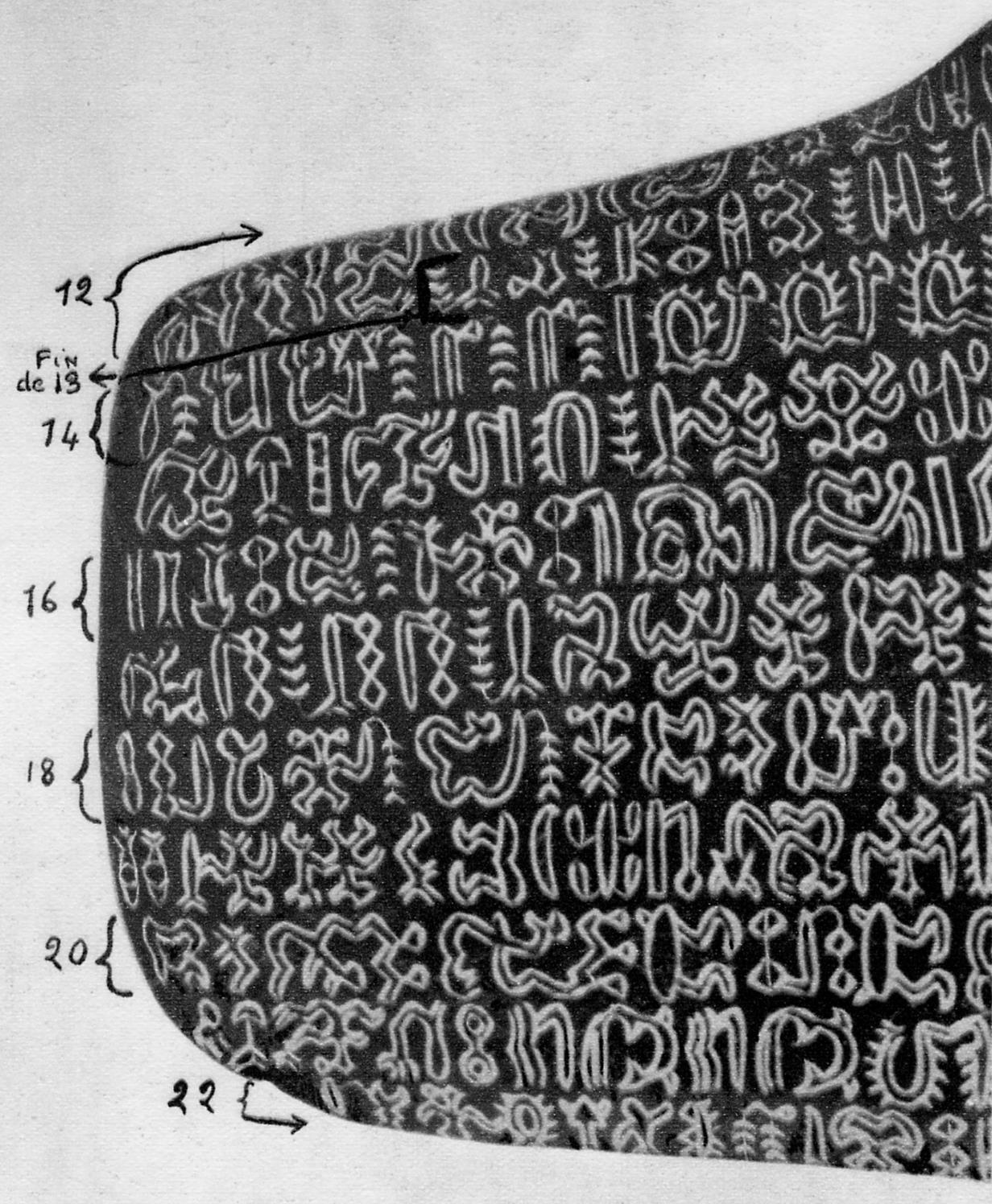
Письменность ронго-ронго

В Полинезии были развиты мифы, легенды, сказки, пение и танцы. Письменность, вероятно, была только на острове Пасхи (кохау-ронго-ронго), на других островах фольклор передавался изустно. В XIX веке письменность на латинской основе возникла на некоторых островах с приходом европейцев. Из наук сильно развились история и астрономия. Для фольклора очень характерны легенды о морских путешествиях, причем их сюжеты сходились на островах, расположенных далеко друг от друга. Уже сказано о том, что полинезийские аристократы высоко ценили свои генеалогии и направляли своих детей в специальные исторические школы. Астрономия же развилась по причине необходимости совершать морские походы, — кроме звёзд, других ориентиров не было. Полинезийцы тщательно изучили фазы Солнца и Луны, перемену ветров по сезонам и признаки перемены погоды. Они имели названия для многих созвездий, звёзд и планет.
Популярна легенда о Коропанге, таитянском вожде, жившем, как считается, 1000 лет назад. Другая легенда говорит о вожде Ру (на о-вах Тубуаи), открывшем о-ва Кука. Верховный вождь Самоа, Малиэтоа Танумафифили II, считал себя потомком Ру в 37 колене. О-ва Общества, по преданию, открыл Таноа, с Маркизских островов. Полинезийские мифы имеют варианты, общее в них следующее: сперва была пустота Коре, затем тьма Поо, затем появились два прародителя, Земля и Небо (женское и мужское начала), а затем появляются Атуа (первый рассвет), Ао (первый день), фаитуа (пространство), маакуу (первая влага). Папа (земля) и Ранги (небо) создали основных богов, Ту, Ронго, Тане и Тангароа и Ра, а Тангароа со своей женой Хиной создали все остальное. В мифах действует культурный герой, Мауи. Он создает острова и осваивает их. Пантеон богов схож по всей Полинезии, варьируется только произношение их имён:
| маори    | таитянский | мангареванский | самоанский | гавайский |
| -------- | ---------- | -------------- | ---------- | --------- |
| Тангароа | Таароа     | Танароа        | Таналоа    | Каналоа   |
| Тане     | Тане       | Тане           | Тане       | Кане      |
| Ронго    | Роо        | Роно           | Лоно       | Лоно      |
| Ту       | Ту         | Ту             | Ту         | Ку        |
| Ра       | Ра         | Ра             | Ла         | Ла        |

Тохунга — не только жрец, но и художник. Существует вера в духов и души умерших, которые покоятся в раю (пуроту, пулоту). Важнейшее понятие полинезийских верований — мана, то есть магическая сила (термин «мана» как универсальное именование необычных способностей был подхвачен разработчиками компьютерных развлечений ещё в 1970-е годы и к настоящему времени широко популяризирован). Считается, что ей прежде всего обладают вожди или жрецы. С верованиями связаны различные запреты (табу).

## Галерея

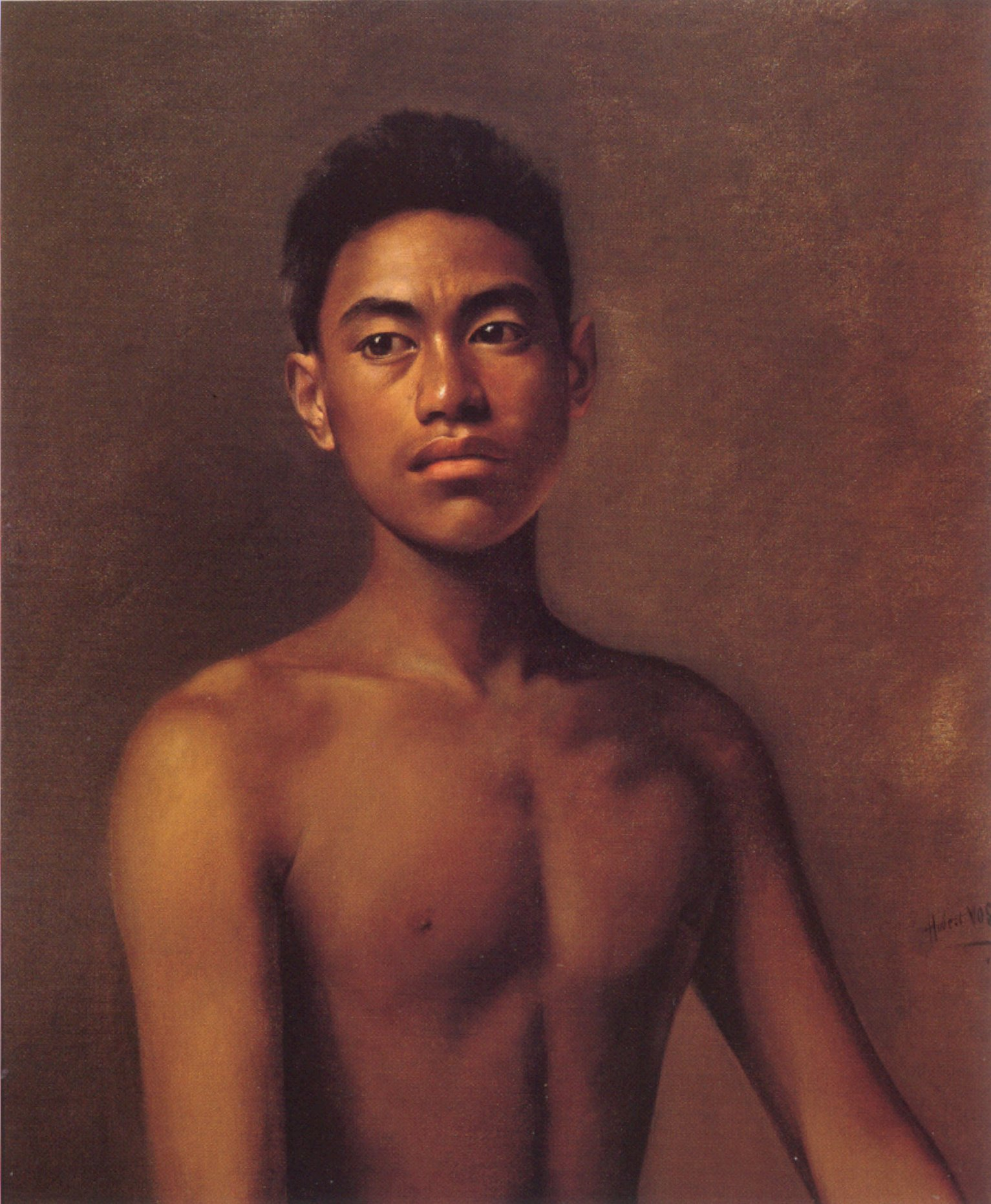
Гаваец
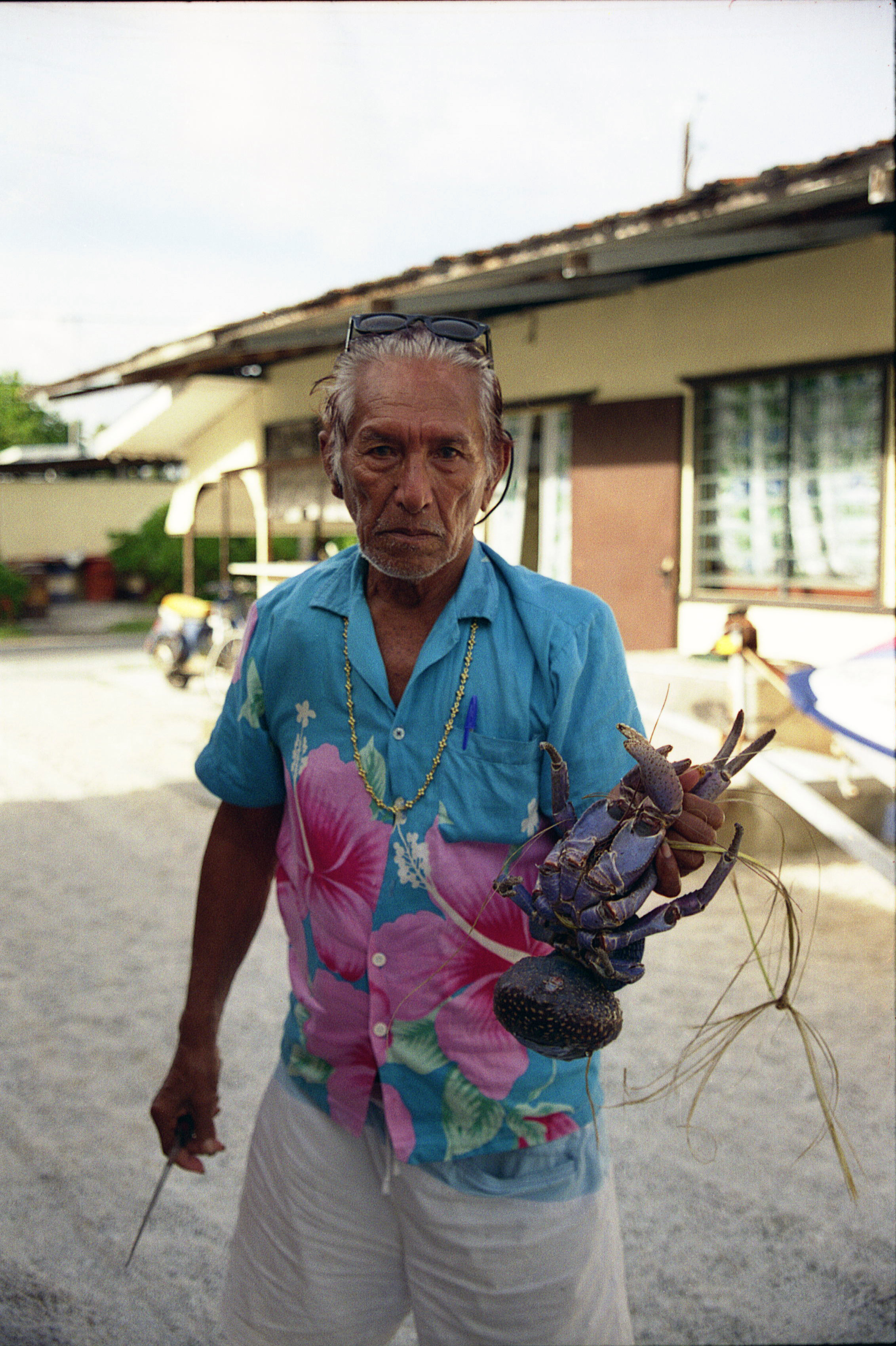
Туамотуанец (паумоту)
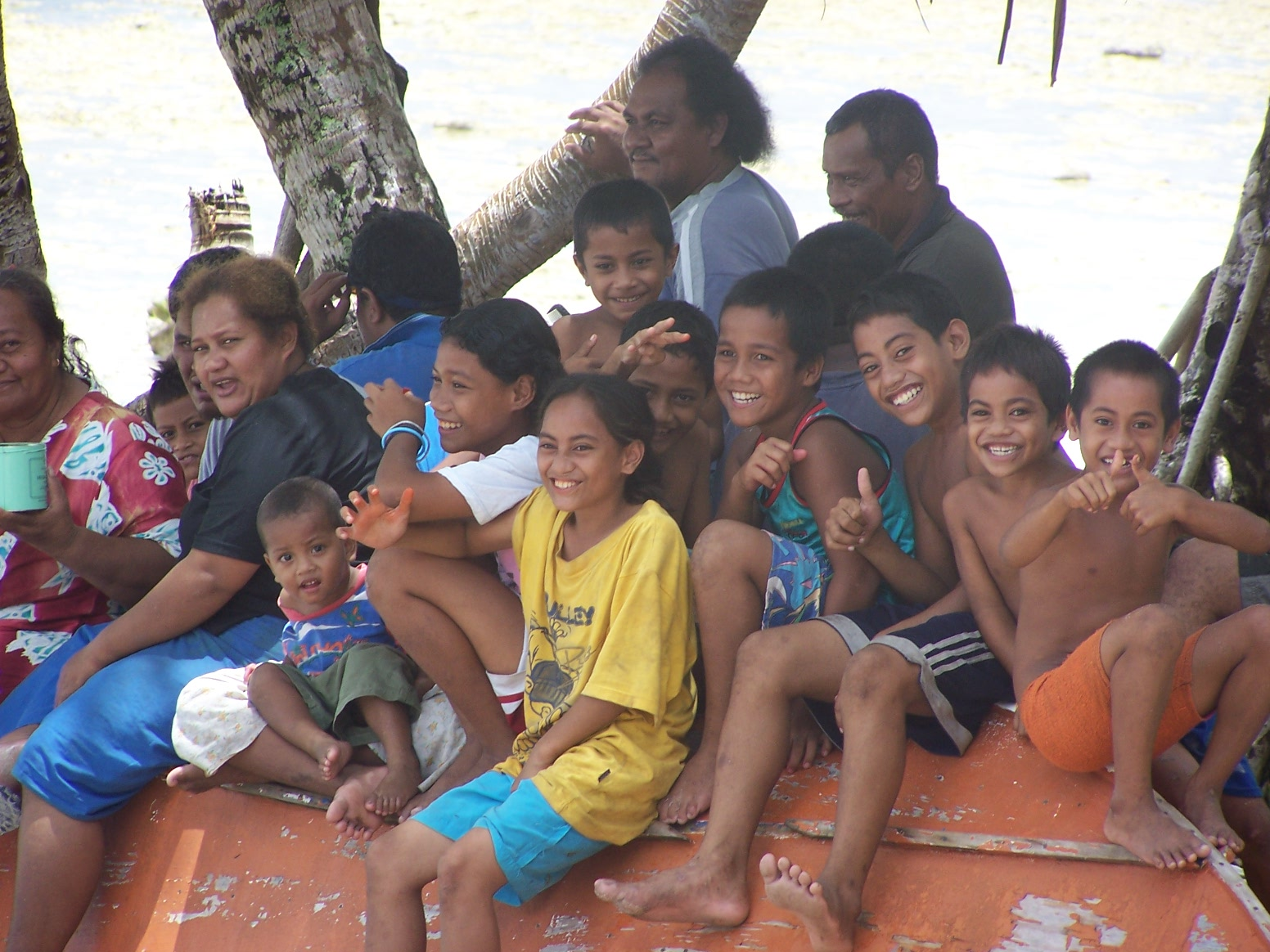
Тувалуанцы
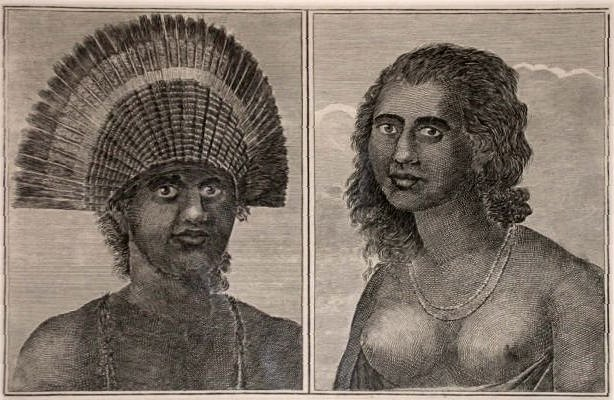
Тонганцы
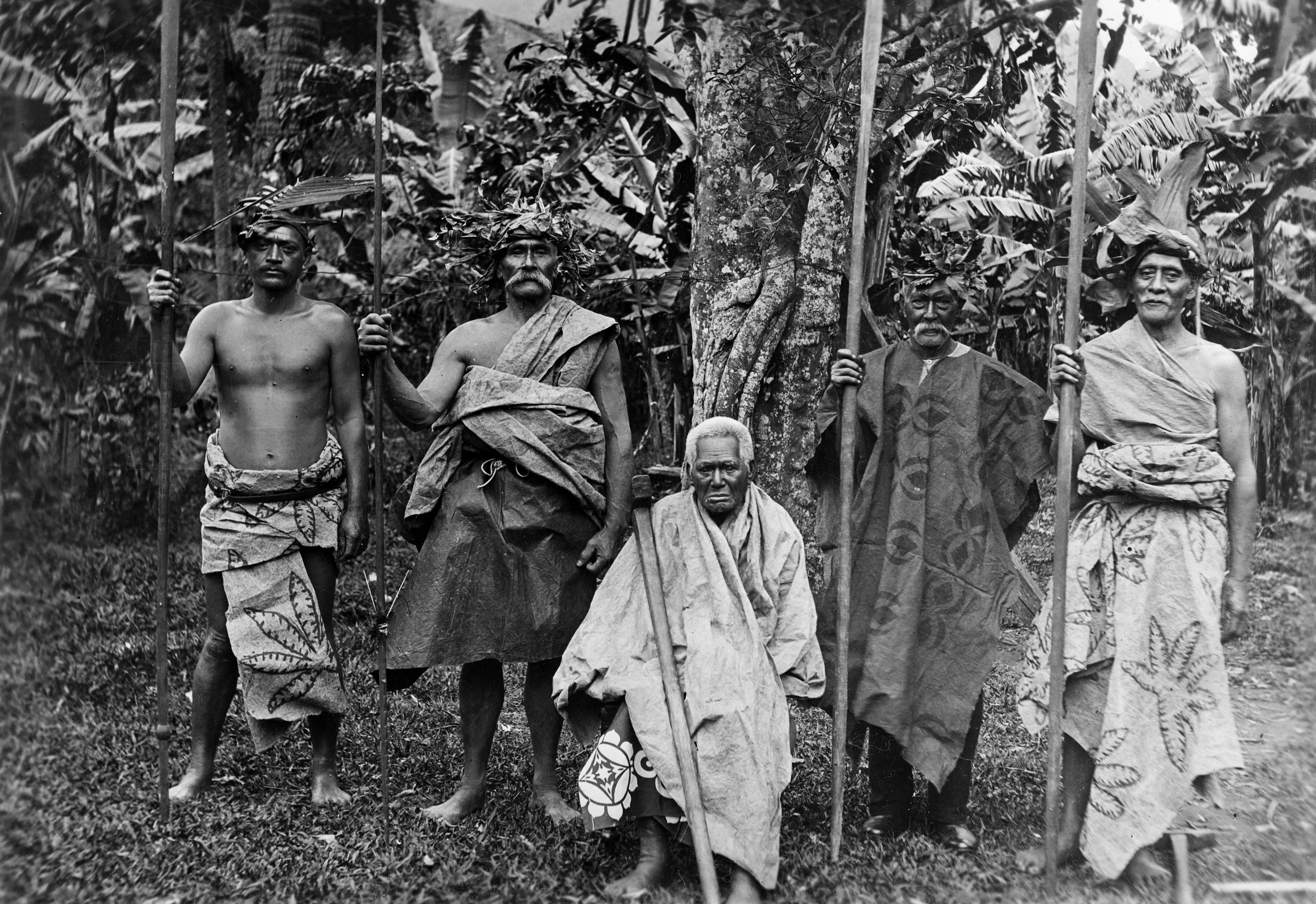
Маори островов Кука
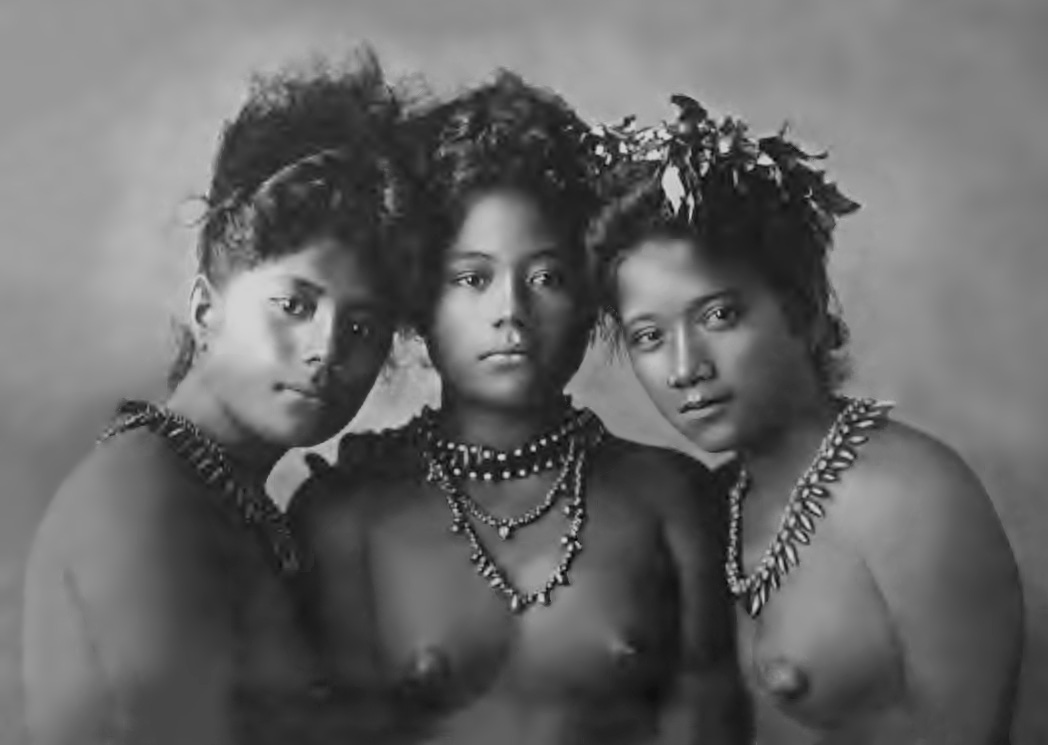
Самоанки